# СКК Њефтехимик
Спортско културни комплекс „Њефтехимик“ (рус. Спортивно-культурный комплекс „Нефтехимик“) спортско-културни је комплекс у граду Нижњекамску у Русији. У спортском смислу дворана је превасходно намењена за утакмице хокеја на леду, а уједно је и највећа концертна дворана у граду. 
Дворана је саграђена 2005. одмах крај старе ледене дворане, и има капацитет од 5.500 седећих места за утакмице хокеја на леду. Домаће утакмице у овој дворани игра хокејашки клуб Њефтехимик који се такмичи у Континенталној хокејашкој лиги. 